# ألونزو كاشينج
ألونزو كاشينج (بالإنجليزية: Alonzo Cushing)‏ هو عسكري أمريكي، ولد في 19 يناير 1841 في ديلافيلد في الولايات المتحدة، وتوفي في 3 يوليو 1863 في Cemetery Ridge ‏ في الولايات المتحدة.